# Storm of the Light's Bane
Storm of the Light's Bane drugi je studijski album švedskog black metal-sastava Dissection. Diskografska kuća Nuclear Blast objavila ga je 17. studenoga 1995. Posljednji je studijski album skupine prije Nödtveidtova uhićenja 1997. zbog ubojstva Josefa ben Meddoura. Svoj idući i posljednji album Reinkaos grupa je objavila 2006., nakon čega se razišla, a Jon Nödtveidt se ubio. Kao što je bio slučaj s debitantskim uratkom, Kristian 'Necrolord' Wåhlin izradio je naslovnicu za album. Razni kritičari i obožavatelji smatraju ga remek-djelom i jednim od najboljih albuma black metala uopće. Značajno je utjecao na razvoj ekstremnog metala i nadahnuo je sastave poput Wataina, čiji je pjevač svirao bas-gitaru s Dissectionom na njegovim posljednjim nastupima.

## O albumu

### Pozadina
Prijašnjim je albumom The Somberlain, koji je objavila švedska diskografska kuća No Fashion Records, Dissection 1993. već postao komercijalno uspješan; prodan je u nekoliko desetaka tisuća primjeraka. Sastav je smatrao da ga izdavač nije dovoljno podržao, a ugovor koji je sklopio s njim vrijedio je samo za jedan album, zbog čega 1994. više nije imao sklopljen ugovor za objavu albuma. Nakon što je House of Kicks, distributer albuma No Fashion Recordsa, preuzeo vlasništvo nad Dissectionovim ranijim izdanjima, grupa se sama pobrinula za distribuciju albuma, a u to su vrijeme njezini članovi počeli skladati pjesme za drugi album.
Ritam-gitarist John Zwetsloot napustio je sastav u travnju 1994. Prije odlaska iz skupine sudjelovao je u skladanju pjesama "Night's Blood" i "Retribution – Storm of the Light's Bane". Istog je dana u skupinu pozvan Johan Norman, koji je surađivao s Jonom Nödtveidtom u black/death metal projektu Satanized, a službeno joj se pridružio dan poslije. Zbog komercijalnog uspjeha The Somberlaina Dissectionu je njemačka nezavisna diskografska kuća ponudila ugovor, koji je službeno potpisan u studenome te godine.

### Snimanje
Snimanje albuma počelo je 17. ožujka 1995. u studijima Hellspawn i Unisound, kojima je rukovodio Dan Swanö. Jon Nödtveidt prvi je put samostalno producirao album da bi bolje izrazio svoje glazbene ideje, a Swanö se posvetio obradi zvuka. Pjesme su snimljene u dva tjedna. Tijekom snimanja skupini su se u studiju pridružili razni gosti glazbenici, a neki od njih pojavili su se i na pjesmama; Erik "Legion" Hagstedt iz Marduka pjesmi "Thorns of Crimson Death" pridonio je pozadinskim pjevanjem, a Tony "IT" Särkkä iz Abruptuma učinio je isto na pjesmi "Unhallowed". Posljednju pjesmu na uratku, klavirsku instrumentalnu skladbu "No Dreams Breed in Breathless Sleep", skladala je Alexandra Balogh na Dissectionov zahtjev.
Tijekom produkcije došlo je do problema s miksanjem bubnjeva, čiji je zvuk trebao biti nalik zvuku bubnjeva na albumima Iron Maidena objavljenim početkom osamdesetih godina 20. stoljeća; Swanö je zbog toga morao promijeniti tehniku obrade zvuka. Međutim, nakon dovršetka snimanja skupina se predomislila i ponovno je željela drugačiji zvuk bubnjeva – ovaj put da budu nalik zvuku bubnjeva sastava At the Gates, s kojim je Dissection dijelio sobu za probe – zbog čega je Swanö još jednom morao promijeniti tehniku obrade zvuka.
Poslije snimanja Dissection je otišao na trodnevnu turneju s Cradle of Filthom diljem Ujedinjenog Kraljevstva i održao je nekoliko koncerata u Švedskoj. U ljeto 1995. Jon Nödtveidt i Johan Norman pristupili su Misanthropic Luciferian Orderu (MLO), tada nedavno osnovanoj organizaciji, nakon čega se Nödtveidt naglo radikalizirao. U rujnu 1995. bubnjar Ole Öhman napustio je grupu, a zamijenio ga je Tobias Kellgren iz Satanizeda.

### Objava
Nuclear Blast objavio je Storm of the Light's Bane 17. studenoga 1995. Izvorno je objavljeno 15.000 primjeraka na CD-u, 1000 primjeraka na oslikanom CD-u, 1000 primjeraka na crnoj gramofonskoj ploči i 500 primjeraka na plavoj gramofonskoj ploči. Isti je izdavač iduće godine objavio EP Where Dead Angels Lie na kojem se nalazila istoimena inačica pjesme sa Storm of the Light's Banea, njezina demo-inačica i nekoliko dodatnih pjesama prethodno objavljenih samo u Japanu. Objavljeno je i 3000 primjeraka EP-a na kružnom CD-u. U promidžbi se tvrdilo da album pripada žanru death metala, no u suvremenim recenzijama uglavnom se tvrdi da pripada black metalu.
Godine 2002. Nuclear Blast ponovno je objavio uradak, ovaj put kao digipak na kojem su se nalazile i pjesme s EP-a Where Dead Angels Lie. U fanzinu Slayer Nödtveidt je izjavio da sastav nije odobrio promjenu dizajna na prvih 5000 primjeraka tog albuma i da je Nuclear Blast naknadno povukao te primjerke s tržišta, nakon čega je objavio inačicu dizajniranu prema želji članova grupe. Američki je izdavač The End Records 2006. objavio Storm of the Light's Bane kao album na dvama CD-ima; drugi se CD sastoji od drugačije miksanih pjesama na albumu, demo-inačica pjesama "Night's Blood" i "Retribution – Storm of the Light's Bane" i pjesama s EP-a Where Dead Angels Lie. Isti je izdavač tijekom u desetim godinama 21. stoljeća objavio album u ograničenoj nakladi na raznim obojenim gramofonskim pločama.
U prosincu 1995., nakon objave albuma, Dissection je otišao na promidžbenu turneju World Tour of the Light's Bane koja se održavala u Europi i Sjevernoj Americi.

## Glazbeni stil i tekstovi
Iako članovi Dissectiona svoju glazbu nikad nisu klasificirali kao čisti black metal, na Storm of the Light's Baneu prisutan je veći utjecaj tog žanra nego na albumu The Somberlain. Nödtveidt je istaknuo da Dissectionovi korijeni leže u death metalu i da svira "mračan, zloban death i black metal", ne onako kako propisuju drugi, nego kako on odredi. Glazbu karakteriziraju glasni bubnjevi i akordi u molu, čime se služe i norveški black metal sastavi, ali pjesme kao što su "Where Dead Angels Lie" i "Night's Blood" primjeri su utjecaja death metala. Gitarske dionice određuje uravnotežena izmjena rifova popraćenih blast beatovima te brzih i harmoniziranih melodija, što je tipično za švedsku death metal scenu i odražava utjecaj Iron Maidena. U pjesmama često dolazi do promjene u ritmu i tempu.
Nödtveidt, upitan o tekstovima pjesama na albumu, izjavio je: "Ne želim ih objašnjavati [...], svatko bi ih trebao interpretirati za sebe. Mislim da naša glazba i tekstovi govore sami za sebe." Komentirao je da sve tekstove povezuje ideja tame u čovjeku. U intervjuu s njemačkim fanzineom Horror Infernal početkom 1996. ipak je objasnio značenje određenih pjesama; rekao je da je "Where Dead Angels Lie" bajka o anđelu kojeg su zavele zle sile, a da naslovna skladba govori o kraju svijeta kao o kraju svjetlosti. U intervjuu s časopisom Rock Hard spomenuo je da u njegovim tekstovima ne leži nikakva posebna poruka i da je samo u njih utkao svoje osjećaje, vizije i zanimanje za okultno.
Godine 2002. Nödtveidt je izjavio da mu je na cijelom albumu najdraža pjesma "Where Dead Angels Lie". Komentirao je da su mu tekstovi poslije otkrili stvari kojih nije bio svjestan kad je napisao tu pjesmu. U dodatku koncertnom albumu Live Legacy iz 2003. nalaze se natuknice uz pjesme koje se nalaze na tom uratku; ondje piše da "Retribution – Storm of the Light's Bane" predviđa "konačnu pobjedu bijesnog kaosa i antikozmičke energije nad stajaćim, sadašnjim kozmičkim stanjem reda i njegovim stvoriteljem, Demiurgom"; također govori o tome kako će sve stvoreno biti rastavljeno i spaljeno iznutra. "Unhallowed" je "himna moćnim ljudima koji svjesno odlaze na goruće staze". "Thorns of Crimson Death" govori o duhovnom zatočeništvu u kozmosu koje sa sobom nosi čin stvaranja, kao i o buđenju iz iluzije koje taj čin donosi.

## Omot albuma
Naslovnicu albuma izradio je Kristian "Necrolord" Wåhlin. Wåhlin je svirao s članovima skupine At the Gates u grupi Grotesque i prethodno je izradio naslovnicu za album The Somberlain. Slika predstavlja antropomorfiziranu smrt koja jaše konja usred zimskog pejzaža. Na poleđini albuma nalaze se fotografije četvorice članova skupine, a fotografirao ih je Oscar Matsson.

## Popis pjesama
Tekstovi: Jon Nödtveidt, osim za pjesmu "Unhallowed", čiji su tekst napisali Nödtveidt i Tony Särkkä. 
| 1.    | »At the Fathomless Depths« (instrumentalna skladba)            | Nödtveidt                 | 1:56 |
| 2.    | »Night's Blood«                                                | Nödtveidt, John Zwetsloot | 6:40 |
| 3.    | »Unhallowed«                                                   | Nödtveidt, Johan Norman   | 7:29 |
| 4.    | »Where Dead Angels Lie«                                        | Nödtveidt                 | 5:51 |
| 5.    | »Retribution – Storm of the Light's Bane«                      | Nödtveidt, Zwetsloot      | 4:51 |
| 6.    | »Thorns of Crimson Death«                                      | Nödtveidt, Norman         | 8:06 |
| 7.    | »Soulreaper«                                                   | Nödtveidt, Norman         | 6:57 |
| 8.    | »No Dreams Breed in Breathless Sleep« (instrumentalna skladba) | Alexandra Balogh          | 1:26 |
| 43:16 |                                                                |                           |      |

## Recenzije
U vrijeme objave album je uglavnom dobio pozitivne kritike. Kai Wendel iz njemačkog glazbenog časopisa Rock Hard primijetio je da je album manje nadahnut death metalom od prethodnog i nazvao ga je "glazbeno i tekstualno besprijekornim black metalom" jer je nudio sve elemente tipične za taj žanr, među kojima su brze glazbene dionice i himničke melodije. Robert Müller iz njemačkog glazbenog časopisa Metal Hammer izjavio je da je Dissection u usporedbi s norveškim black metal sastavom Emeperor "poput komornog orkestra u usporedbi s velikim simfonijskim orkestrom s timpanima i gorućim crkvama. Nikako nije tiši, ali je manje patetičan i posvećeniji je manjim, tehnički privlačnim glazbenim zapletima." U svojoj knjizi The Collector's Guide of Heavy Metal Volume 3: The Nineties iz 2007. glazbeni novinar i autor Martin Popoff kritizirao je preglatku produkciju usmjerenu na death metal, za koju je izjavio da je postavila temelje naknadnim izdanjima skupina poput Emperora, Dimmu Borgira i Cradle of Filtha. Dayal Patterson u svojoj knjizi Black Metal. Evolution of the Cult tvrdi da su na Storm of the Light's Baneu članovi Dissectiona pokazali zreliji pristup skladanju pjesama i da su postali vještiji; pohvalio je izravniji zvuk na albumu. William York u svojoj je recenziji albuma za AllMusic izjavio da su sve pjesme "vješto osmišljene minijaturne epske skladbe" koje povezuju tematika i pamtljive melodije i dodao je da ga se "s razlogom naziva ključnim albumom" žanra.
Pojavio se na nekoliko popisa najboljih albuma. Godine 2007. časopis Rock Hard uvrstio ga je na 194. mjesto popisa "500 najboljih albuma svih vremena". Godine 2009. isti je časopis uvrstio taj album na popis najvažnijih pionira black metala. U posebnom izdanju Rock Harda posvećenom drugom valu black metala Wolf-Rüdiger Mühlmann nazvao ga je "najvažnijim djelom što se tiče melodičnog švedskog black/death metala"; dodao je da je skupina "više krčilac puteva nego dio scene, ali je svejedno neophodna". Međutim, urednici tog časopisa nisu ga uvrstili na popis 25 najvažnijih black metal albuma jer smatraju da su "Morbid Angel, Deicide, Dissection, At the Gates, Grotesque i ostali [...] važni pioniri i povezane skupine, ali ih se uglavnom ubraja u sastave death metala." U knjizi The Encyclopaedia of Heavy Metal Music album se naziva "brutalnim i čudovišno zlobnim black metal albumom". Godine 2011. Metal Hammer uvrstio je uradak na popis najvažnijih albuma objavljenih od 1995. do 1998. i nazvao ga je "kasno objavljenim spojem death metala i black metala: melodičan je, zlokoban i hipnotičan".

## Zasluge
| Dissection - Jon Nödtveidt – vokali, gitara (električna i akustična) - Johan Norman – gitara - Peter Palmdahl – bas-gitara - Ole Öhman – bubnjevi Ostalo osoblje - Necrolord – naslovnica - Oscar Matsson – fotografija | Dodatni glazbenici - Dan Swanö – vokali (vriskovi), tonska obrada - Legion – prateći vokali (na pjesmi "Thorns of Crimson Death") - It – prateći vokali (na pjesmi "Soulreaper") - Alexandra Balogh – klavir (na pjesmi "No Dreams Breed in Breathless Sleep") |